# Villers-devant-Orval
Pour les articles homonymes, voir Villers.
Villers-devant-Orval [viled(ə)vɑ̃tɔʀval] (en gaumais Viyé-dvant-Ôrvå) est un village de la Gaume, dans la Province de Luxembourg, en Belgique. Administrativement il fait partie de la ville de Florenville située en Région wallonne. C'était une commune à part entière avant la fusion des communes de 1977.

## Géographie
Le village est enclavé dans le territoire français, sauf du côté nord-est, et directement bordé par la frontière française au sud et à l’est. Les localités les plus proches sont les communes françaises de Margny à l’est, Herbeuval et Sapogne-sur-Marche au sud, Auflance à l’ouest.
Il est traversé en bordure sud par la rivière Marche, un affluent de la Chiers.
La route nationale 88 reliant Florenville et Athus (Aubange) passe à deux kilomètres au nord-est du centre du village.

## Démographie
- Source: INS recensements population

## Liste des bourgmestres de 1830 à 1977
- Ferdinand de Loën d'Enschedé, de 1874 à 1883, (Parti Catholique).

## Patrimoine et culture

### Patrimoine architectural
(juin 2020).
Si vous disposez d'ouvrages ou d'articles de référence ou si vous connaissez des sites web de qualité traitant du thème abordé ici, merci de compléter l'article en donnant les références utiles à sa vérifiabilité et en les liant à la section « Notes et références ».
- L’église Saint-Gengoul.

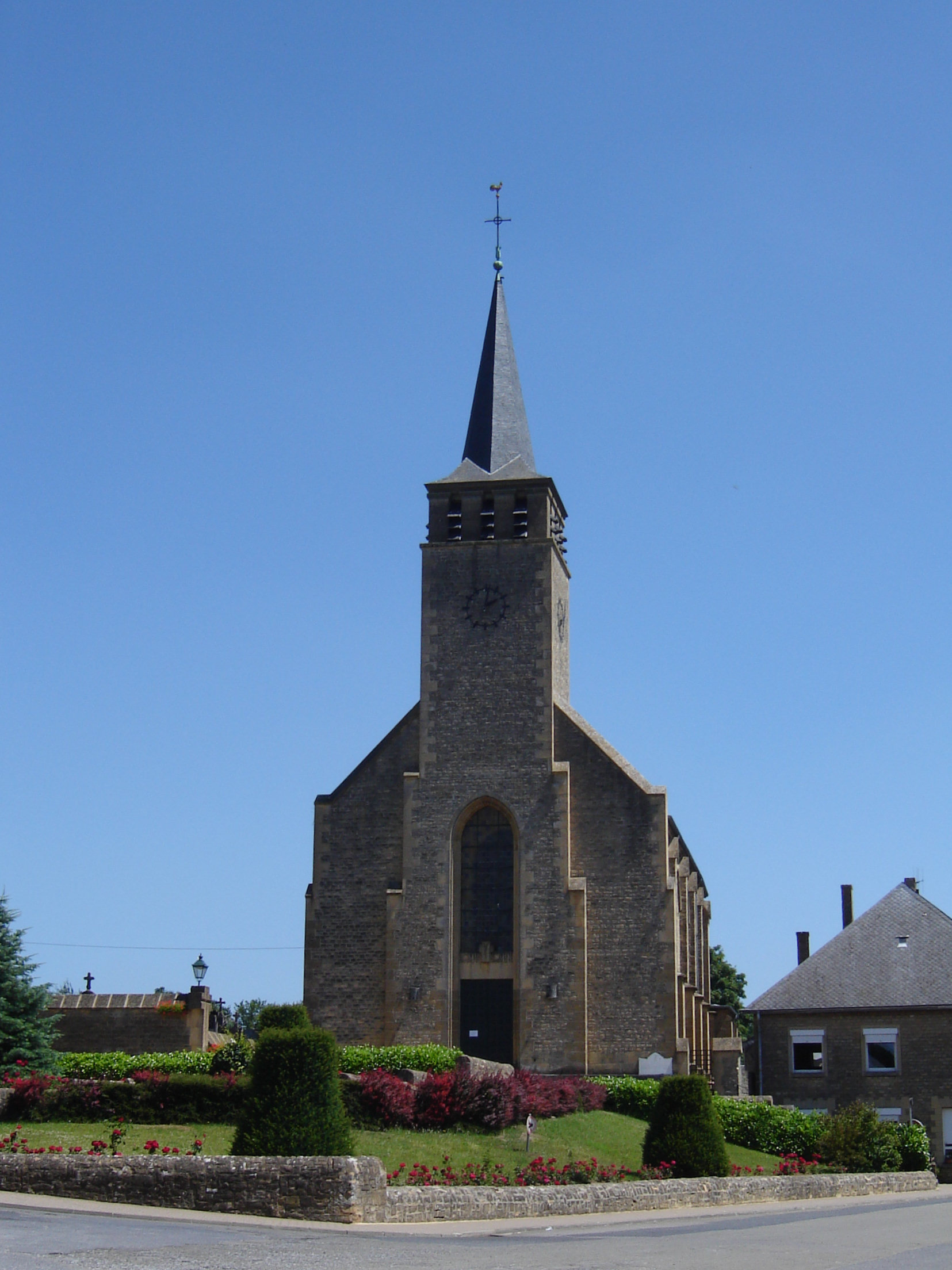
L’église Saint-Gengoul.

- La porte d'entrée et la niche de dévotion sommant la porte d'entrée du Manoir (16e siècle).Le Manoir de Villers-devant-Orval.

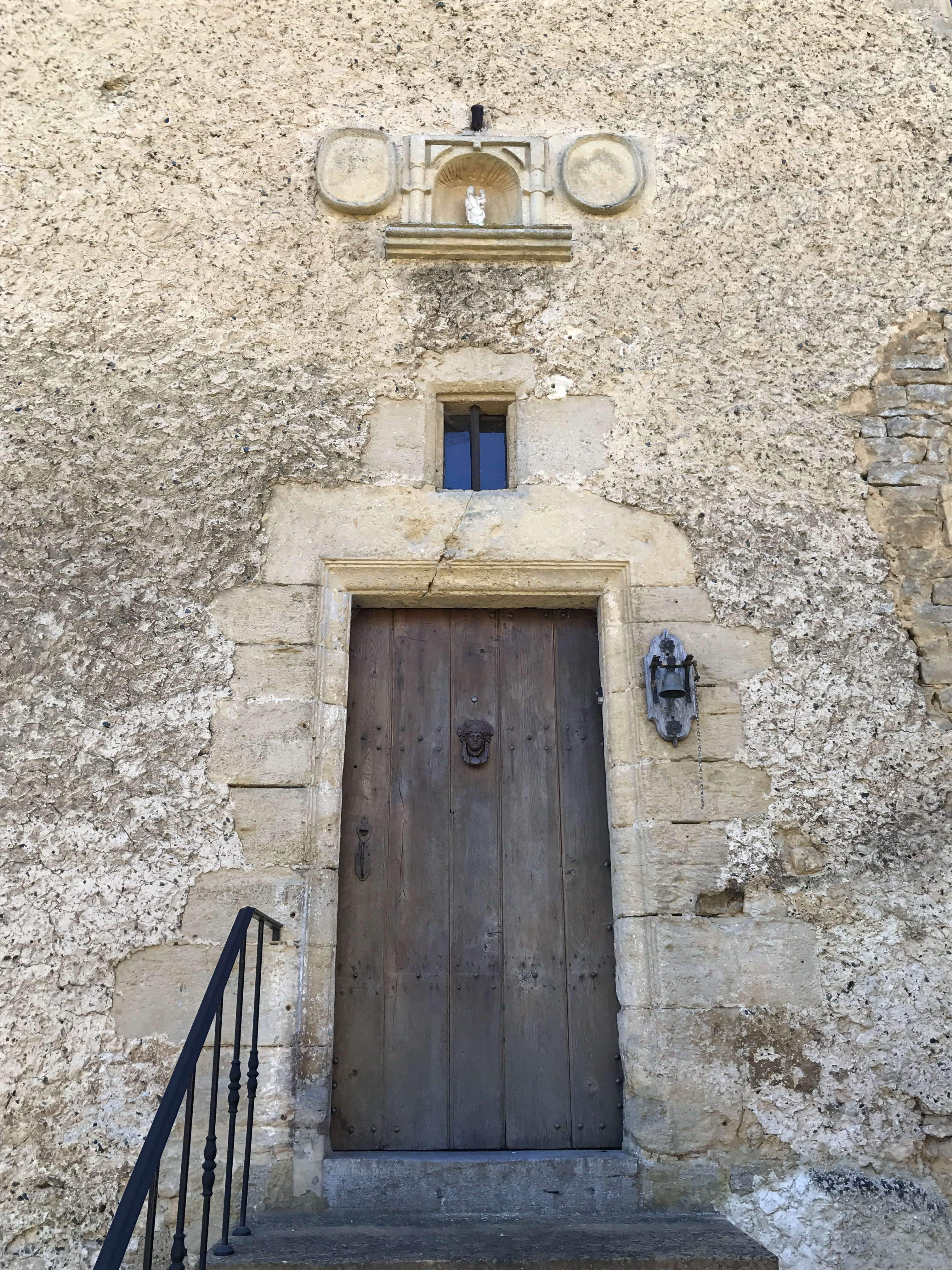
La porte d'entrée et la niche de dévotion sommant la porte d'entrée du Manoir.

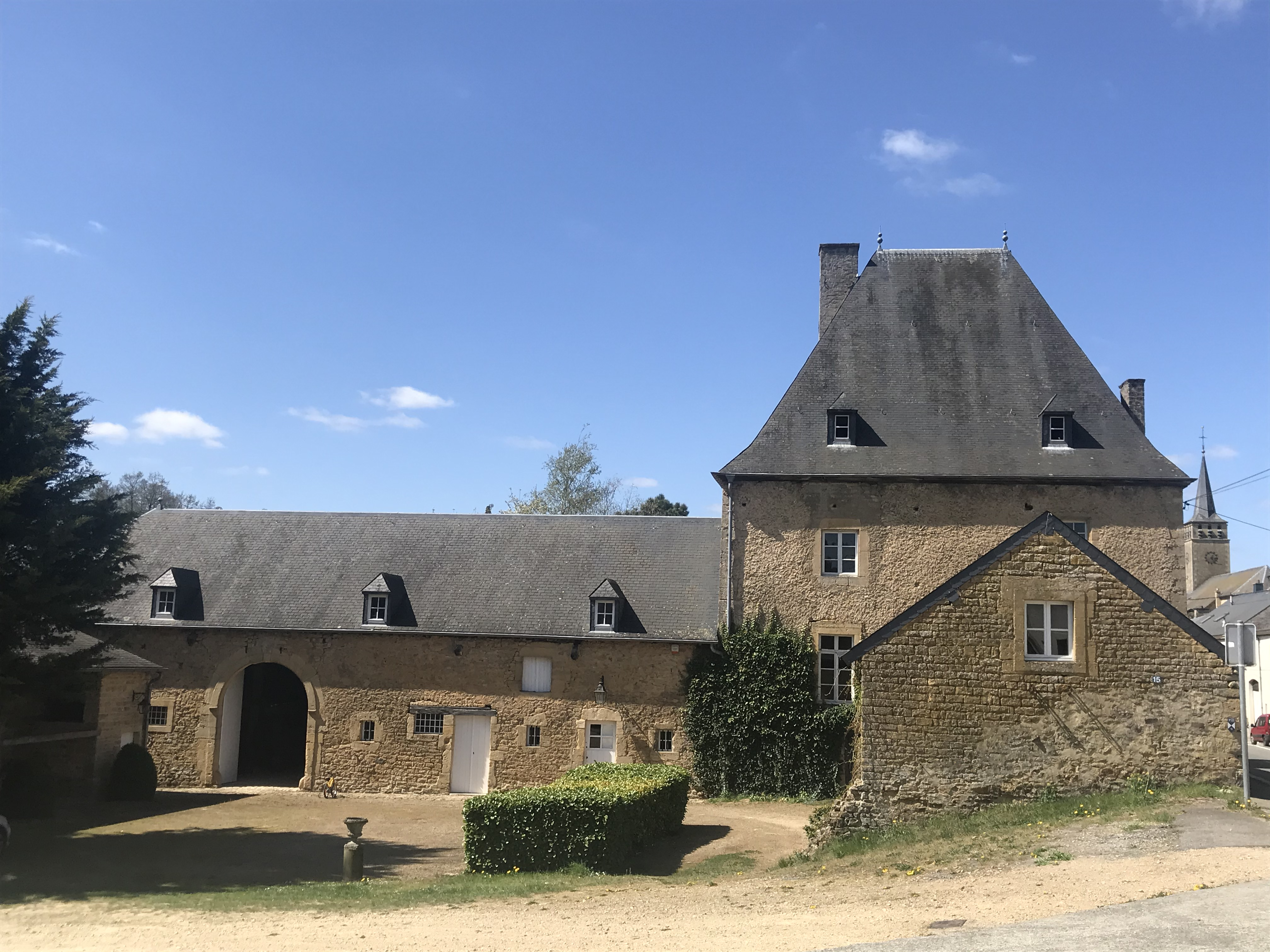
Le Manoir de Villers-devant-Orval vu du côté est.

Une tour médiévale à vocation défensive
Le Manoir de Villers-devant-Orval, seul Monument historique classé du village, apparaît aujourd'hui sous la forme qu'il a prise à la fin du 17e siècle, agrandie de bâtiments de fermes, granges, porcherie et hangar, aux 18e, 19e siècle et 20e siècles.
Le bâtiment était à l'origine une tour militaire isolée, construite probablement aux 11e - 12e siècles sur cette portion du territoire du Duché de Luxembourg et du Comté de Chiny, qui fortifiait sur le Sentier d'Orval, reliant l'Abbaye à la France, le seul passage à gué carrossable sur la Marche. Cette rivière forme frontière naturelle, comme son nom l'indique, entre l'Empire et le Royaume de France, sur plusieurs kilomètres. 
La structure de la 'tour' proprement dite, totalement hors d'équerre, témoigne de cet archaïsme constructif médiéval qui s'embarrasse fort peu d'angles droits. Une seule porte, celle de la cave actuelle, percée sur la façade est, donnait accès à ce quadrilatère, percé sur toute sa hauteur de quelques petites et rares fenêtres. Certaines fenêtres de cette époque sont toujours conservées, telle celle du mur méridional, au premier étage. 
Un système de planchers en coursives et d'escaliers permettait la circulation verticale et horizontale sur les quatre murs de la tour, donnant accès aux meurtrières, dont certaines semblent toujours lisibles dans la maçonnerie. Le puits dans la cave, toujours présent, atteste la destination clairement militaire et autarcique de cette tour, dont les murs, à la base, présentent une largeur de plus de 1,20 m.
Un Manoir du 16e siècle
Probablement ruinée par les guerres entre Charles Quint et François 1er, dans la première moitié du 16e siècle, ce n'est que vers 1595, comme en témoigne la taque de cheminée au premier étage frappée aux armes de Philippe II d'Espagne ("Dominus mihi adjutor" - le Seigneur me vient en aide), que cette tour militaire fut transformée en maison d'habitation seigneuriale par les familles de Sapogne, de Villers Lombut, de Custine et de Mauléon, liées à l'Espagne. Une gravure du 19e siècle reprend cet armorial et est adjoint à l'Histoire du Luxembourg d'Emile Tandel.
Les voûtes du rez-de-chaussée sur cave et les cheminées dans les murs sud et nord sont alors construites pour rendre le bâtiment habitable, tandis que deux étages de planchers sont aménagés, répartissant les pièces, au rez et au premier, en deux pièces conjointes dotées de cheminées latérales, côté nord et côté sud. Le deuxième étage, sous une bâtière à quatre pans et faible pente, devait abriter un grenier.
Les façades méridionale et orientale sont alors percées de baies plus larges, avec feuillure et meneaux, aujourd'hui disparus (seules les deux baies du rez-de-chaussée sud ont conservé leurs meneaux et sont toujours visibles, bien que murées par la construction de la grange). Une porte d'entrée sommée d'une niche de dévotion mariale (?) flanquée de deux cartouches armoriaux est également construite, donnant accès au rez-de-chaussée. D'un point de vue typologique, la maison forte de Margny, toute proche, est à mettre en parallèle avec le Manoir de Villers-devant-Orval, dans sa forme de la fin du 16e.
Complètement ruiné à la fin de la Guerre de Trente Ans (1618 - 1648), ayant eu à souffrir du passage des armées françaises et impériales, en raison de sa loyauté à l'Espagne et de sa situation frontalière sur un axe routier, le Manoir de Villers-devant-Orval perd alors son deuxième étage (grenier et toitures) et est laissé à l'abandon. 
Au premier étage, à l'intérieur, un réseau de corbeaux en pierre, toujours visible, à environ 70 cm du plafond actuel, atteste la présence d'une poutraison plus basse et d'une ancienne répartition sur trois niveaux (rez + 2). 

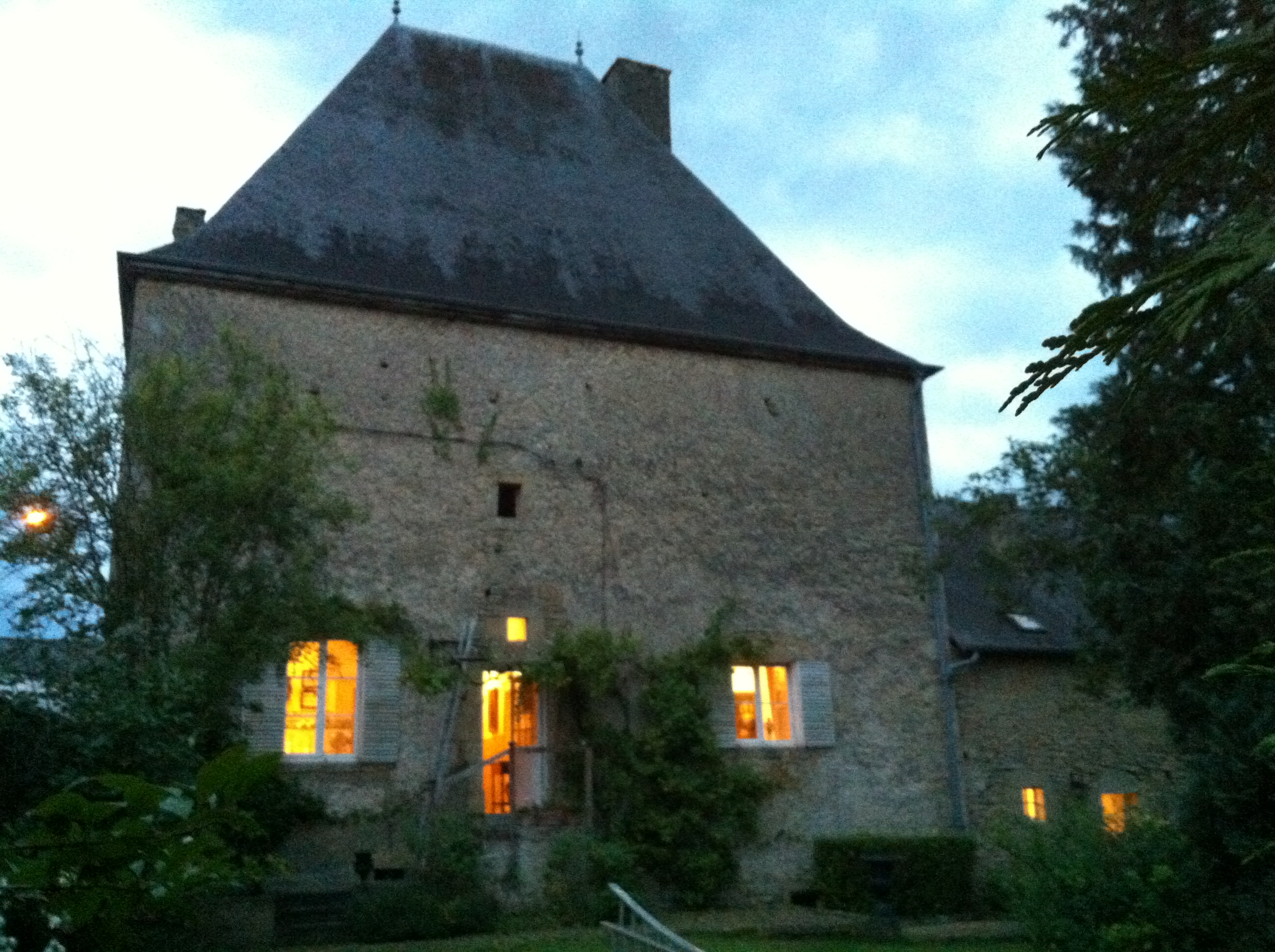
Le Manoir de Villers-devant-Orval: vue de la façade ouest, attestant de la fonction défensive du bâtiment.

Une restauration en profondeur vers 1679, le Manoir passe sous possession de l'Abbaye d'Orval
Sous l'abbatiat de Charles de Bentzeradt, 42è abbé d'Orval (1668 - 1707), le Manoir est repris par l'Abbaye d'Orval (comme d’ailleurs la totalité du village, complètement ruiné), ainsi que l'indique la taque abbatiale de 1679 toujours présente dans la grande cheminée du rez-de-chaussée. Les relevés dendrochronologiques opérés dans les poutres maîtresse des plafonds et de la charpente donnent des dates d'abattage du chêne aux alentours de 1635 - 1650, ce qui corrobore la mise en œuvre de celui-ci quelques décennies plus tard.
Le Manoir devient alors une ferme abbatiale, organisant la culture sur le territoire de Villers. 
A ce moment le corps de cheminée sud est alors intégré au logis, alors qu'il se trouvait directement, comme la cheminée nord, qui l'est restée, intégré au mur façade. Cette cheminée Renaissance du premier étage, toujours conservée, avec ses piédroits cannelés sommés de chapiteaux corinthiens, est sans doute une récupération de la cheminée existante de la fin du 16è, déplacée au centre de la pièce, en provenance du mur gouttereau sud.  Le corps de cheminée nord du premier étage, a hélas disparu, tandis que celui du rez-de-chaussée a été maintenu (et doté d’un four à pain au 18e siècle, ramené dans le corps de logis lors de l’élargissement de la rue de Margny au 19e siècle – voir traces dans la maçonnerie extérieure).
A noter également que d'autres fenêtres sont alors agrandies ou percées, notamment au rez-de-chaussée, et dotées de barreaux (disparus).
Les agrandissements et modifications des siècles suivants
Au 18e siècle sont construits les bâtiments de ferme proprement dits : un volume longitudinal est alors construit sur le mur sud du Manoir, alignant une grange, un fenil et une étable, dont la partie centrale sera aménagée en écurie au 19e siècle. Ce volume remplace une étable construite au XVIIe siècle, annexée en appentis sur le mur sud, dotée d’une toiture à très faible pente, sous les fenêtres aujourd'hui murées.
Au 19e siècle, après le sac de l'abbaye en 1792, un petit volume de porcherie fait de pierres soigneusement assisées est construit, tandis qu’un abri en appentis est construit en retour d’équerre de l’autre côté de la cour de ferme. Ce dernier sera augmenté d'un volume de blocs de ciment au 20è siècle, et surmonté d'un toit en bâtière.
Après la Révolution française et durant toute la période française probablement, la Manoir de Villers-devant-Orval fait office de Mairie, comme l’atteste la présence d’une hampe et d’un culot de drapeau, sur la façade principale, côté est. Au cours du 19e siècle, le Manoir devient la propriété des familles Dolizy et Guerlot. 
Depuis le 19e siècle, l'aspect du Manoir n'a plus guère changé, hormis quelques transformations intérieures voulues par le confort et les habitudes domestiques. Le rez-de-chaussée rejoint alors la typologie classique des fermes à quatre pièces, distribuant sur un couloir central, lequel débouche sur une porte arrière qui est alors percée pour donner accès au jardin. 
Comme on le voit, l'histoire du Manoir de Villers-devant-Orval fut longue, mouvementée et sa lecture architecturale particulièrement perturbée par les guerres, les reconstructions et les transformations. Seule une approche mettant en œuvre les connaissances et les technologies de l'archéologie du bâti permet aujourd'hui d'en démêler l'écheveau.
Ce Manoir paysan est à l'image de sa physionomie, robuste et simple, solide et austère, mais toujours debout, malgré les aléas de l'histoire. 
Le Manoir de Villers-devant-Orval est classé Monument historique par arrêté royal du 8 mars 1979. Depuis 1989, il a fait depuis l'objet d'une profonde restauration par les actuels propriétaires.

#### Centres d'intérêt
- Lavoir Saint-Gengoulf.
- Le Manoir seigneurial.

## Économie
Les trappistes de l'abbaye d'Orval y fabriquent le fromage d'Orval ainsi que la célèbre bière d'Orval, une bière ambrée. Depuis 2013, une seconde brasserie, la brasserie Gengoulf produit une bière artisanale.
Il y a également à Orval les traces d'une ancienne forge en ce pays de Gaume proche de l'Ardenne où se trouvaient autrefois des gisements de fer et du charbon de bois en abondance pour le transformer.